# Slovénie aux Jeux olympiques d'été de 1996
La Slovénie est représentée par 37 athlètes aux Jeux olympiques d'été de 1996 à Atlanta (États-Unis). Il s'agit de sa 2e participation à des Jeux d'été. Avec ses 17 ans, Alenka Kejžar est la plus jeune athlète de la délégation. Durant les jeux, le pays remporte deux médailles d'argent et se classe ainsi à la 55e place du tableau des médailles par nations,.

## Médaillés slovènes

### Médailles d'Argent
| Sport                  | Discipline  | Sportifs        | Performance |
| Médailles d'argent : 2 |             |                 |             |
| Athlétisme             | 100 m haies | Brigita Bukovec | 12 s 59     |
| Canoë-kayak            | Slalom K-1  | Andraž Vehovar  |             |